# Clytellus fulgidus
Clytellus fulgidus es una especie de escarabajo longicornio del género Clytellus, tribu Clytellini, orden Coleoptera. Fue descrita científicamente por Holzschuh en 1991.

## Descripción
Mide 5,1 milímetros de longitud.

## Distribución
Se distribuye por Tailandia.